# Classe Le Triomphant
Pour les articles homonymes, voir Le Triomphant.
Le type Le Triomphant est la classe des sous-marins nucléaires lanceurs d'engins (SNLE), dits de nouvelle génération (SNLE-NG) de la marine française. Il tire son nom du sous-marin tête de série, Le Triomphant, opérationnel à partir de 1997. Il s'agit de la deuxième génération de SNLE français qui prend la suite des six unités du type classe Le Redoutable. Nettement plus gros que leurs prédécesseurs, ils sont longs de 138 mètres et leur déplacement en plongée est de 14 335 tonnes. Ils sont aussi beaucoup plus silencieux, pratiquement indétectables, et peuvent plonger jusqu'à une immersion de 400 mètres. En 2020 ils embarquent, d'une part un armement nucléaire de dissuasion composé de seize missiles mer-sol balistiques stratégiques (MSBS) de type M51, dotés chacun de six têtes thermonucléaires ayant une puissance chacune de 100 kilotonnes, missiles de portée supérieure à 9 000 kilomètres, et d'autre part un armement conventionnel d'autodéfense composé d'un panachage de torpilles F21 et de missiles Exocet SM39.
Sur les six prévus initialement (au cours de la décennie précédant la fin de la guerre froide), quatre exemplaires sont en définitive construits par le chantier naval de la DCN à Cherbourg. La construction du premier exemplaire débute en 1986 et la livraison à la Marine nationale des quatre sous-marins s'échelonne de 1997 à 2010. Au cours des années 2010, les trois premières unités sont mises au standard du quatrième, dans le cadre d'une refonte lourde dont l'objet est de pouvoir accueillir le nouveau missile M51 (en lieu et place du M45) de puissance et portée supérieures, et de remplacer les équipements électroniques et informatiques devenus obsolètes.
Les quatre sous-marins sont basés à l'île Longue, en rade de Brest, et font partie de la Force océanique stratégique française qui comprend également six sous-marins nucléaires d'attaque (SNA), à propulsion nucléaire mais ne transportant pas d'arme nucléaire. La France maintient en permanence au moins un SNLE en patrouille et un deuxième à la mer ou prêt à partir en patrouille.

## Contexte: la force de dissuasion nucléaire française
Durant la guerre froide, la France décide d'adopter une stratégie de dissuasion nucléaire indépendante des États-Unis, en développant des capacités nucléaires permettant de faire subir à un agresseur des dégâts équivalents aux dommages qu'il aurait infligés pour annihiler les bénéfices de son attaque. Cette stratégie suppose toutefois que les forces nucléaires françaises ne soient pas vulnérables à une attaque surprise et conservent ainsi une capacité de riposte, dite de «seconde frappe». Pour donner corps à cette stratégie, la France se dote d'un arsenal nucléaire important qui atteint dans les années 1990 plus de 500 armes opérationnelles disponibles, nombre équivalent à celui du Royaume-Uni, mais qui ne représente qu'un ou deux pour-cent des stocks accumulés par les États-Unis ou l'Union soviétique à la même époque. Depuis la fin de la guerre froide, ce stock est régulièrement réduit : fin 2017, la France dispose de 280 têtes nucléaires déployées et de 10 à 20 autres en réserve, soit un total de 300 armes nucléaires,,.
La force de dissuasion nucléaire française met en œuvre en 2020 deux des trois composantes de la «triade nucléaire» (mer-sol, air-sol et sol-sol) :
- la composante mer-sol par la force océanique stratégique (FOST), qui compte quatre sous-marins nucléaires lanceurs d'engins (SNLE) de la classe Le Triomphant armés des missiles mer-sol balistiques stratégiques de type M51 ;
- la composante air-sol par les forces aériennes stratégiques (FAS), qui disposent de missiles air-sol moyenne portée améliorés (ASMP-A) emportés par les Dassault Rafale de l'Armée de l'air et de l'Aéronautique navale.

## Historique du projet

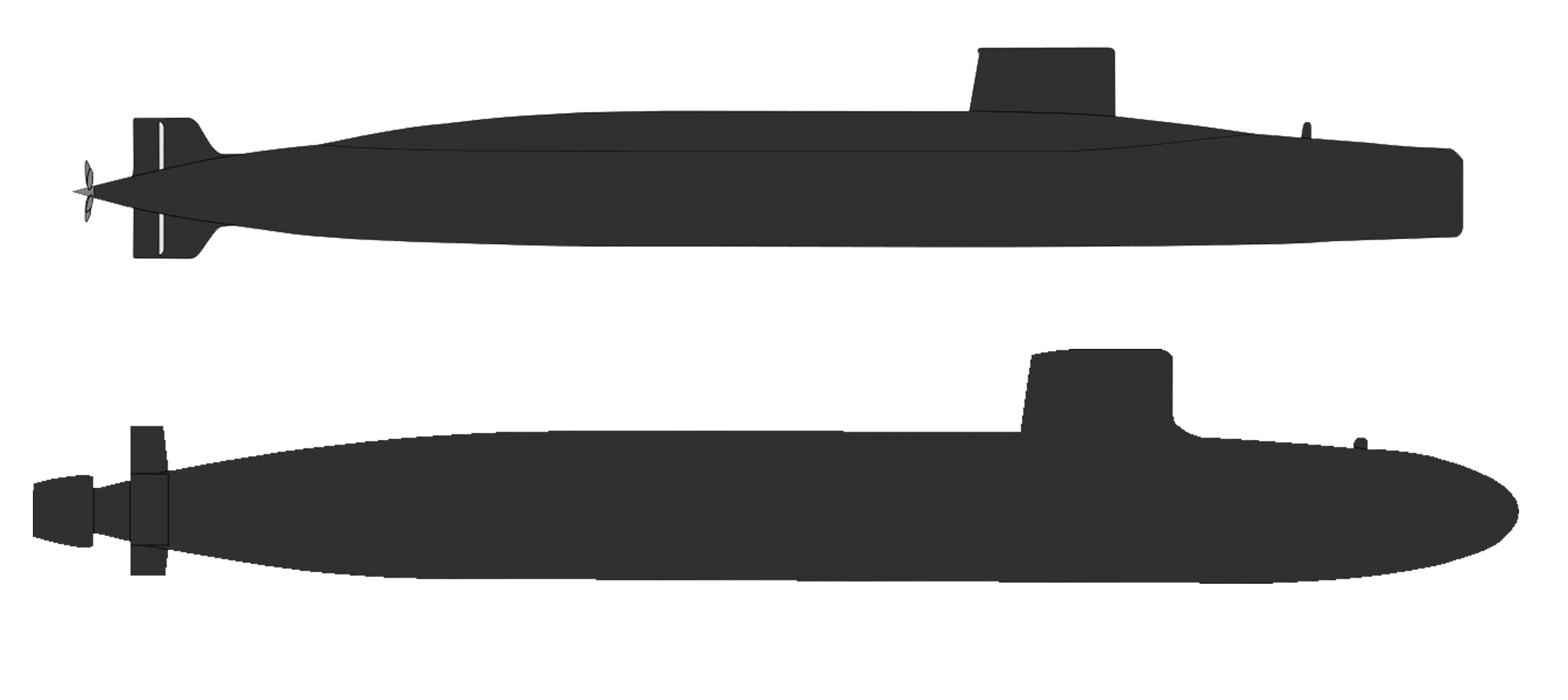
Profil à l'échelle du Redoutable (en haut) et du Triomphant (en bas).

### Caractéristiques de la nouvelle classe
Les sous-marins de la classe Le Triomphant constituent la deuxième génération de sous-marins nucléaires lanceurs d'engins français. La première génération de la classe Le Redoutable de 8 900 tonnes comprenant six unités est entrée en service entre 1971 et 1985. Ces sous-marins, qui furent progressivement désarmés entre 1991 et 2008, nécessitaient d’être à terme remplacés. Depuis la conception des «Redoutable», les techniques de détection sous-marine ont fortement progressé : les nouveaux sonars qui captent des fréquences de plus en plus basses peuvent potentiellement détecter des sous-marins éloignés de plusieurs dizaines de kilomètres. On redoute également que la détection de ces navires depuis l'espace devienne possible. Enfin pour augmenter les capacités des missiles stratégiques (MSBS) embarqués, qui en deviennent plus lourds et plus encombrants, il faut revoir la capacité d'emport des prochains sous-marins car la quatrième génération de missiles MSBS embarqués sur les « Redoutable », les missiles M4 de 35 tonnes, exploite au maximum cette capacité d’emport.

### Lancement des développements
Au cours de l'automne 1981, un conseil de Défense présidé par François Mitterrand, tout juste élu, décide la construction d'une nouvelle génération de SNLE. Le navire tête de série doit entrer en service opérationnel au cours de la décennie 1990. Plus rapide, ce sous-marin doit être mille fois plus silencieux que la classe précédente et ses instruments de détection doivent être dix fois plus sensibles, deux caractéristiques fondamentales pour ce type de navire qui, pour pouvoir remplir sa mission, ne doit pas être détecté par les sous-marins d'attaque et les navires de surface de lutte anti-sous-marine. Pour échapper à la détection, le sous-marin doit également pouvoir plonger plus profondément que les «Redoutable». La taille du navire et celle des tubes accueillant les missiles doivent être sensiblement accrues afin d'emporter les futurs M51 de 55 tonnes, lesquels doivent remplacer les missiles M4 de 35 tonnes à l'horizon 2010. Pour augmenter la disponibilité de la flotte, le temps entre deux immobilisations pour grand carénage est allongé et passe de six ans à sept ans et demi,.

### Mise au point des sonars
Pour mettre au point les sonars de la classe Le Triomphant, la DCN obtient de la Marine nationale que le sous-marin à propulsion classique Dauphin de la classe Narval soit transformé en bateau d'expérimentation. Une première refonte a lieu entre 1984 et 1986 : les tubes lance-torpilles sont supprimés et remplacés par une antenne sonar sphérique protégée par un dôme hémisphérique en PVC. Le sous-marin reçoit également une antenne remorquée pour la réception des communications en très longue fréquence. Une deuxième transformation a lieu entre 1989 et 1990 avec l'installation d'antennes sonar latérales et l'ajout d'un treuil d'antenne remorquée à très basse fréquence (ETBF). Le Dauphin dispose ainsi de l'ensemble des équipements d'écoute sonar des futurs SNLE. Entre 1986 et 1989 puis entre 1990 et 1992, des essais en mer totalisant plus de cinq cents jours sont réalisés pour valider la tenue mécanique et les capacités des sonars ainsi que la réception des communications.

### Un nouveau missile
Le missile MSBS qui équipe initialement les nouveaux sous-marins est le missile M45 une évolution du missile M4 installé sur les « Redoutable ». Son développement est décidé en 1988. Il ne comprend aucune modification du vecteur (la fusée) mais la tête nucléaire et les aides à la pénétration sont améliorées pour prendre en compte le système anti-missile que les Soviétiques construisent alors autour de Moscou, lequel système dispose de trois chaînes de radars.

### Construction des trois premiers exemplaires
Les nouveaux sous-marins sont construits comme leurs prédécesseurs au chantier naval de la DCN à Cherbourg (Normandie). L'assemblage se fait dans le chantier Laubeuf inauguré en 1989 qui comprend deux grandes nefs, longues respectivement de 148 et 195 mètres et d'une cinquantaine de mètres de hauteur. Une nouvelle méthode de construction est mise en œuvre pour faciliter l'assemblage : les cinq sections de la coque du sous-marin (propulsion, compartiment électrique, chaufferie nucléaire, soute à missiles et locaux opérationnels) sont complètement équipées avant d'être réunies. Les sections puis le sous-marin complet sont déplacés à l'aide d'une quarantaine de robots marcheurs. La mise à l'eau se fait à l'aide du dispositif DME, baptisé Cachin, qui comprend une plateforme flottante et immergeable qui reçoit le sous-marin et est abaissée dans une forme de radoub,,.
La construction du premier navire de la classe, Le Triomphant, débute en octobre 1986 et sa mise à l'eau a lieu en novembre 1993. Le navire très innovant nécessite une longue mise au point et il n'est déclaré opérationnel qu'en mars 1997, soit après une période d'essais de trois ans et demi. Les deux navires suivants, Le Téméraire et Le Vigilant, deviennent opérationnels respectivement en 1999 et 2004. Au départ, la nouvelle série doit comporter six unités, mais elle est réduite à quatre, à la suite de la prise en compte de la fin de la guerre froide (chute du mur de Berlin, fin 1989 ; dislocation de l'URSS, fin 1991).

### Construction duTerrible: missile M51 et refonte de l'électronique (2000-2010)

Pour convertir les trois derniers navires de la classe au missile M51 plus grand, les tubes ont besoin d’être légèrement prolongés comme le montre cette coupe : à gauche, un SNLE équipé du M4 ; à droite, un SNLE-NG (classe Le Triomphant) équipé du M45. Tout à droite, à l’écart de la coupe : représentation à la même échelle d’un M51, avec la taille d’un homme symbolisé, démontrant la nécessité d’une adaptation.

Le missile M45 n'est qu'une étape avant la réalisation d'un missile à la portée fortement augmentée, le M51. De nombreux travaux exploratoires ont été menés depuis la mise au point du missile M4 portant sur les différentes évolutions prévues pour le nouveau vecteur : utilisation du carbone pour l'enveloppe de tous les étages qui avaient jusque là recours à l'acier plus lourd, méthode de chargement du propergol, butée flexible de tuyère à armature composite. Le nouveau missile beaucoup plus lourd (la masse passe de 35 à 54 tonnes) et volumineux (le diamètre passe de 1,93 à 2,3 m) peut être adapté à la coque des « Triomphant » en modifiant le système de suspension latérale. Mais cette modification a une forte incidence sur le devis de masse du sous-marin et impose un investissement important. L'alternative est d'opter pour un nouveau propergol, le nitralane, beaucoup plus énergétique qui permet de conserver les mêmes dimensions et masses en améliorant fortement les performances. C'est le choix fait par les Américains lors du passage de leur missile Poseidon C3 au missile Trident 1 C4. L'utilisation du nitralane permet de conserver la masse embarquée sur le sous-marin et d'améliorer le M4 de manière incrémentale. Mais la mise au point par les Américains du lanceur utilisant le nitralane a été difficile avec notamment une explosion des 50 tonnes du propergol du missile (l'équivalent de 90 tonnes de TNT) lors d'un tir. Pour trancher, un groupe de travail est créé réunissant tous les acteurs concernés. Une méthode d'analyse de la valeur, prenant en compte à la fois les conséquences sur les infrastructures opérationnelles et industrielles et les conséquences au niveau des capacités des missiles et de leur évolution, conclut sans ambiguïté en faveur de l'accroissement de la masse et de la taille du missile et ne retient pas le recours au nitralane.
Lorsque la construction du quatrième et dernier sous-marin de la classe — baptisé Le Terrible — est lancée en 2000, la technologie a largement évolué depuis la conception de cette classe (notamment dans le domaine de l'électronique) et les responsables décident de refondre à cette occasion les systèmes d'armement et de manière plus générale l'électronique embarquée. Le navire doit inaugurer l'installation du missile M51, destiné à remplacer le M45 avec des performances nettement accrues. La portée passe de 6 000 à 9 000 kilomètres et les têtes nucléaires sont durcies. Les différents systèmes qui permettent de piloter le navire et de gérer son armement sont refondus : le système de gestion des combats (CMS), de détection sous-marine (DSM), de navigation (SGN) et le système de classification des signatures sonar (CLASS) sont intégrés dans le SYCOBS (acronyme pour « SYstème de combat COmmun Barracuda Snle ») qu'utiliseront par la suite les sous-marins d'attaque de la classe Barracuda. Le PC opérationnel (PCNO) est doté d'écrans plus grands et les environ dix consoles sont désormais multi-fonctionnelles. Les cartes marines papier sont remplacées par une table tactile numérique. Le navire reçoit de nouveaux sonars (UMS 2000) conçus par Thales tandis que le système de navigation repose désormais sur des centrales à inertie plus précises, de type gyrolaser. La construction du dernier navire de la classe débute ainsi en 2000 et s'achève en 2010 avec son entrée en service actif.

### Mise à niveau «M51» des trois premiers navires (2010-2019)
| SNLE          | M45 TN 75 | M51-1 TN 75 | M51-2 TNO |
| ------------- | --------- | ----------- | --------- |
| Le Triomphant | 1997      |             | 2016      |
| Le Téméraire  | 1999      |             | 2019      |
| Le Vigilant   | 2004      | 2013        |           |
| Le Terrible   |           | 2010        | 2023      |

Au cours des années 2010-2020, les trois premiers sous-marins de la classe sont mis au standard du dernier exemplaire (Le Terrible) pour pouvoir accepter à bord de ces bâtiments le nouveau missile mer-sol balistique stratégique (MSBS) « M51 » et recevoir une refonte en profondeur de l'électronique. Cette refonte se fait à l'occasion de leur période d’entretien majeur (IPER, c'est-à-dire Indisponibilité Périodique pour Entretien et Réparation). Cette mise à niveau s'achève avec le livraison du Téméraire en juin 2020. Le coût de cette refonte est de deux milliards d’euros. L'investissement total dans le programme « Le Triomphant » depuis sa création s'élève ainsi à 15,4 milliards d’euros, auxquels il faut ajouter 8 milliards d’euros pour le développement et la production du missile stratégique M51 lui-même et 600 millions pour les modifications apportées à la base de l’île Longue,.

### Mise à niveau du missile M51 (2016-2030)
La version M51-2 emporte la nouvelle tête nucléaire océanique (TNO). Son premier tir d'essai, le huitième d'un M51, a lieu le 1er juillet 2016 depuis Le Triomphant, revenu en service opérationnel après sa refonte réalisée de 2014 à 2016. Ce tir réussi permet de qualifier opérationnellement le M51-2. À partir de 2015, la nouvelle « tête nucléaire océanique » (TNO), remplace progressivement la TN 75 qui équipait les M45. Sa puissance évaluée est de 100 kt, contre 75 kt pour la précédente. Elle bénéficie aussi d'un nouveau système d'aide à la pénétration. Les missiles M45 et M51 peuvent emporter six têtes nucléaires selon la technique dite du « mirvage ». La France possède en tout environ 250 têtes TN 75 et TNO. L’équipement en missiles M51-2 (équipés de TNO) est effectif pour les deux premiers sous-marins de la classe (Le Triomphant et Le Téméraire), respectivement en 2016 et 2019, comme cela apparaît dans le tableau de la section précédente.
Le M51-3 est le second incrément de la famille du M51. Sa mise en service opérationnelle est prévue pour 2025 et il va être déployé, ensuite, sur tous les SNLE avec pour objectif d'adapter les performances du missile aux évolutions des besoins opérationnels de la prochaine décennie.

## Architecture générale
Cette classe de sous-marins est dix mètres plus long, deux mètres plus large que la classe Le Redoutable, et elle la dépasse de quatre mille tonnes. Le coût de l'ensemble du programme, recherche et développement compris, est initialement évalué à 9,788 milliards d'euros (valeur 1986). Son coût final va en fait être de 16 milliards (en raison principalement des rénovations relatives à l’électronique et à l’accueil du nouveau missile M51 dans les années 2000), sans tenir compte des 8 milliards requis pour le développement des nouveaux missiles M51 eux-mêmes.

## Caractéristiques techniques détaillées

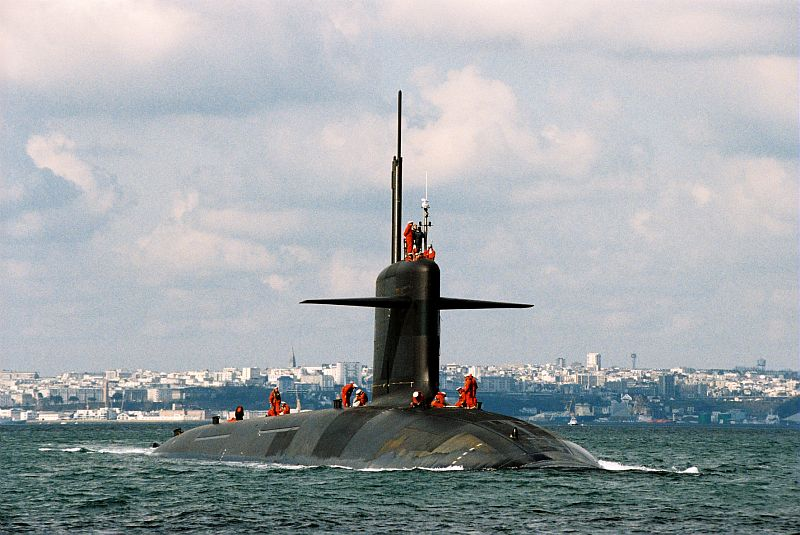
Le Vigilant naviguant en surface, avant de pouvoir plonger en haute mer.

### Dimensions
Les sous-marins de la classe Le Triomphant sont longs de 138 mètres pour une largeur de 12,5 mètres. Leur tirant d'eau est de 10,65 mètres et leur tirant d'air de 12,80 mètres (24,40 m avec les aériens). Leur déplacement est de 14 335 tonnes en plongée et de 12 640 tonnes en surface.

### Coque
Le sous-marin a une forme hydrodynamique quasi cylindrique, avec un avant arrondi et un arrière effilé, qui est optimisée pour la vitesse en plongée mais qui, par contre, rend le navire rouleur en surface. Fixé sur le dessus de la coque à un quart en arrière de la proue se trouve de manière classique le massif, une structure en acier de 22 tonnes haute de 8,5 mètres et longue de 15 mètres. Celle-ci accueille les mâts aériens, le périscope de veille, le tube à air frais, le mât radar, les points de fixation des safrans de plongée avant, et le sas qui permet de communiquer avec la fosse de veille ou se tiennent les marins lorsque le navire est en surface.
Pour pouvoir plonger plus profondément que la classe des « Redoutable » sans dégrader le ratio entre la masse de la coque épaisse et le déplacement en plongée, la coque épaisse est réalisée dans un nouvel acier, le 100 HLES, résistant à des pressions de 100 kg/mm2, fabriqué par Industeel sur son site du Creusot. La décision d'utiliser cet acier soulève des difficultés importantes de mise en œuvre (mise en forme, soudage) et nécessite le développements d'outils complexes en partie robotisés. Les Américains renoncent pour ces raisons à mettre en œuvre le HY130 ayant des performances similaires,. De nombreux dispositifs permettent à cette classe d'être particulièrement silencieuse : canalisations souples, montage des auxiliaires sur des plots élastiques, ponts séparés de la coque par un système amortisseur. Sur le dessus et aux extrémités de la coque épaisse, sont fixées des structures non pressurisées réalisées en composé verre-résine : l'étrave, le pont extérieur et le carénage.

### Propulsion
Le sous-marin est propulsé grâce à un réacteur nucléaire à eau pressurisée K15, développé par la société Technicatome, d'une puissance de 150 MW. Sa mise au point s'est faite au centre de Cadarache sur un prototype installé à terre : le réacteur de nouvelle génération. Par rapport aux réacteurs des sous-marins nucléaires de la classe Le Redoutable, le K15 est plus compact car le générateur de vapeur est situé juste au-dessus du cœur du réacteur, ce qui par ailleurs limite le risque de rupture de la liaison cœur - générateur de vapeur par rapport à la disposition des anciens réacteurs dits « à boucles ». La cuve du réacteur mesure environ trois mètres de large et cinq mètres de haut. Le réacteur répond à des exigences acoustiques très élevées, car la survie d'un sous-marin réside dans sa discrétion.
L'énergie produite par le réacteur nucléaire est transportée par le circuit de refroidissement primaire qui alimente un circuit secondaire comprenant un générateur de vapeur à tubes. Ce dernier entraine une turbine à vapeur qui elle-même entraîne l'arbre d'hélice du navire. L'entrainement se fait soit de façon directe au moyen d'un réducteur (propulsion turbo-mécanique) soit en passant par un générateur électrique (propulsion turbo-électrique). L'énergie du réacteur permet également d'alimenter le bord du navire en électricité et en eau douce. La puissance délivrée est de 41 500 ch (30,5 MW). Un système propulsif de secours comprend des batteries ainsi que deux Diesel-alternateurs SEMT Pielstick 8 PA 4 V 200 SM de 950 ch qui peuvent si besoin alimenter le moteur électrique qui entraine l'arbre d'hélices.
Cette classe de sous-marins est la première en France dotée d'une pompe-hélice carénée. Ce type d'hélice joue sur le reflux de l'eau qui évite ainsi la cavitation. Il fournit un niveau de furtivité élevé en limitant ce qui représente la principale source sonore du sous-marin. Ce type d'hélice a été installé par les Britanniques dans les années 1980 sur leurs sous-marins d'attaque et généralisé par la suite sur les autres sous-marins britanniques et américains. En France, il a d'abord été utilisé sur les nouvelles torpilles légères MU 90. La décision d'installer une pompe-hélice sur les nouveaux sous-marins a été prise en 1985. Le sous-marin à propulsion classique La Praya a été modifié en 1987 pour tester ce nouveau dispositif.

### Sonars
En plongée, le sonar constitue le seul moyen pour le sous-marin de connaître son environnement. Les sous-marins de la classe Le Triomphant disposent de deux sonars de coque (DMUX-80 ; UMS-3000), beaucoup plus performants que ceux des « Redoutable » : le nombre d'hydrophones (les capteurs des sonars) est multiplié par cent, et le sous-marin dispose désormais d'antennes de plusieurs dizaines de mètres carrés sur les flancs qui viennent s'ajouter à l'antenne d'étrave. Ces antennes permettent de mesurer la courbure du front d'onde et donc de déterminer la distance de la source sonore. Le sous-marin dispose également de manière classique d'une antenne remorquée à très basse fréquence DSUV-61 B d'une longueur de un kilomètre dont les hydrophones permettent de classifier les sources sonores en analysant leur spectre sonore. Les données de ces capteurs sont exploitées par le système SET, chargé de reconstituer la distance, la route et la vitesse de la source de l'onde sonore (azimétrie passive). Le sous-marin dispose également d'un troisième sonar DUUG-7,,.
Le système de contre-mesures ARUR-13 a pour objectif de brouiller les détecteurs des torpilles lancées contre le sous-marin.

### Capteurs mis en œuvre en surface
Les capteurs mis en œuvre lorsque le sous-marin est suffisamment près de la surface pour faire émerger ses mâts sont :
- un périscope de veille SPS M92 ;
- un mât optropnique OMS ;
- un radar Furuno (S 618, S 619) ou Racal-Decca (S 616, S 617).

### Armement

Schéma du missile M51.

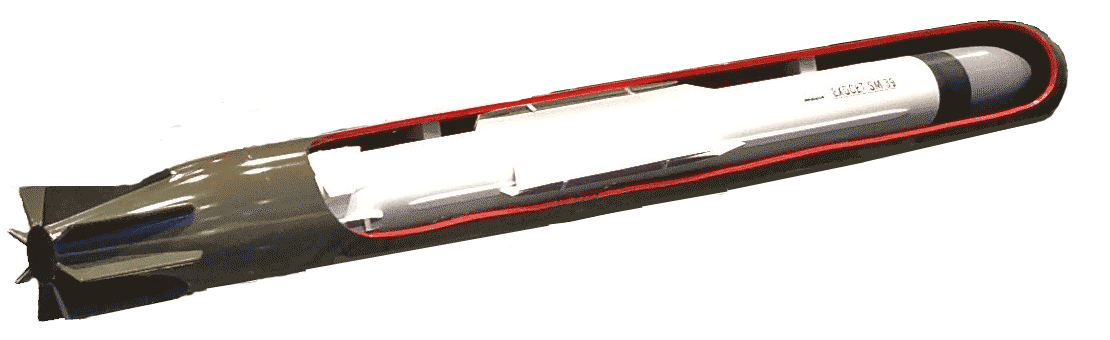
Missile anti-navires SM39 à changement de milieu.

L'ensemble des capteurs et de l'armement est géré à travers le système de commandement SYCOBS.
L'armement principal des sous-marins de la classe est constitué par seize MSBS M51. Le missile comporte trois étages à propergol solide. Il est haut de 12 mètres pour un diamètre de 2,3 mètres et sa masse est de 54 tonnes. Il emporte de six à dix têtes nucléaires d'une puissance de 100 kilotonnes. La portée du missile est supérieure à 9 000 kilomètres. Le M51 a remplacé sur les trois premiers navires de la classe le missile M45 qui avait une portée maximale de 6 000 km.
Pour se défendre contre les navires de surface et les sous-marins ennemis, le sous-marin dispose de quatre tubes lance-torpilles de 533 mm à l'aide desquels il peut lancer soit des torpilles soit des missiles antinavires. Il dispose en tout de dix-huit armes de ces deux types :
- la torpille filoguidée lourde F21 a une masse de 1,55 tonne et est longue de 6 mètres pour un diamètre de 533 mm. Sa vitesse dépasse 50 nœuds (> 93 km/h) et sa portée est supérieure à 50 km. Elle emporte une charge de 200 kilogrammes. Après son lancement, elle est filoguidée depuis le sous-marin au moyen d'une fibre optique qui se déroule au fur et à mesure de son avancement. Elle dispose d'un sonar actif/passif pour le guidage dans la phase terminale ;
- le missile antinavire Exocet SM39 à changement de milieu est abrité dans une capsule étanche. Il est éjecté avec de l'air comprimé par un tube lance-torpilles. À la sortie de l'eau, la capsule est éjectée et le moteur-fusée du missile est mis à feu. Le missile entame alors un vol à très faible hauteur de la surface pour éviter d'être détecté par les radars. Il frappe le navire avec une charge explosive lourde. Sa portée est de 50 milles nautiques, environ (> 90 km).

### Équipage
Les sous-marins de la classe Le Triomphant bénéficient d'une automatisation plus poussée que la classe qu'ils remplacent, ce qui permet de limiter la taille de l'équipage à 112 hommes (au lieu de 135 sur un navire de la classe « Redoutable »). Celui-ci est composé de 16 officiers, 88 officiers mariniers et 8 quartiers-maîtres et matelots. Une vingtaine de membres d'équipage sont affectés à la maintenance du cœur nucléaire. L'équipage se partage une zone de vie de 800 m2.

### Performances
Les sous-marins de la classe Le Triomphant ont un rayon d'action illimité grâce à leur réacteur nucléaire. La durée d'une patrouille n'est limitée que par la résistance des hommes qui doivent rester en plongée durant toute la mission. Les patrouilles ont une durée standard d’environ soixante-dix jours. Le navire a une vitesse de 25 nœuds (46 km/h) en immersion et de 12 nœuds en surface.

## Comparaison avec les autres SNLE
Les principales puissances mondiales (États-Unis, URSS/Russie, Royaume-Uni) disposent de flottes de SNLE. L'Inde et surtout la Chine sont venues rejoindre au cours des années 2010 ce groupe restreint qui nécessite la maîtrise à la fois d'armes nucléaires miniaturisées, de missiles de forte puissance et compacts et de la propulsion nucléaire pour les bâtiments. Les principales caractéristiques des sous-marins en activité en 2020 sont résumées dans le tableau ci-dessous.
| Caractéristique                      | Le Redoutable                                                          | Le Triomphant                                                              | Ohio                                                                                        | Boreï                                                             | Vanguard                                                   | Jin                                                    | Arihant |
| ------------------------------------ | ---------------------------------------------------------------------- | -------------------------------------------------------------------------- | ------------------------------------------------------------------------------------------- | ----------------------------------------------------------------- | ---------------------------------------------------------- | ------------------------------------------------------ | --- |
| Pays                                 | France                                                                 | France                                                                     | États-Unis                                                                                  | Russie                                                            | Royaume-Uni                                                | Chine                                                  | Inde |
| Mise en service                      | 1971-1985                                                              | 1997-2010                                                                  | 1981-1997                                                                                   | 2013-                                                             | 1993-1999                                                  | 2010-                                                  | 2013- |
| Unités construites/à construire      | 6/0                                                                    | 4/0                                                                        | 18/0                                                                                        | 6/6                                                               | 4/0                                                        | 6?/?                                                   | 3/1 |
| Longueur                             | 128,7 m                                                                | 138 m                                                                      | 170 m                                                                                       | 170 m                                                             | 149,9 m                                                    | 135 m                                                  | 111 m |
| Diamètre (Maître-bau x Tirant d'eau) | 10 x 11 m                                                              | 12,5 x 10,6 m                                                              | 10,8 x 13 m                                                                                 | 10 x 13,5 m                                                       | 12 x 12,8 m                                                | 12,5 m                                                 | 15 x 11 m |
| Déplacement en plongée               | 8 920 t                                                                | 14 335 t                                                                   | 18 750 t                                                                                    | 24 000 t                                                          | 15 600 t                                                   | 11 000 t                                               | 6 000 t (estimé) |
| Vitesse                              | 25 nœuds                                                               | 25 nœuds (46 km/h)                                                         | 25 nœuds                                                                                    | 30 nœuds                                                          | > 25 nœuds                                                 | ?                                                      | 24 nœuds |
| Profondeur                           | 300 m                                                                  | > 400 m                                                                    | > 240 m                                                                                     | 450 m                                                             | ?                                                          | ?                                                      | 300 m (estimé) |
| Équipage                             | 135                                                                    | 112                                                                        | 155                                                                                         | 107                                                               | 135                                                        | ?                                                      | 100 |
| Missiles stratégiques                | 16 missiles M20 avec 1 tête de 1,2 Mt ; portée : 3 000 km              | 16 missiles M51 avec 6 à 10 têtes de 100 kt ; portée : 9 000 à 10 000 km   | uniqut version nucléaire : 24 Trident avec 12 têtes de 100 kt ; portée : 11 300 km          | 16 Boulava avec 6 à 10 têtes de 100 à 150 kt ; portée : 10 000 km | 16 Trident avec 1 à 8 têtes de 100 kt ; portée : 12 000 km | 12 JL-2 avec 1 à 8 têtes de 455 kt ; portée : 7 200 km | 4 x missiles mer-sol balistiques stratégiques Agni-III 1 tête 40 kt portée: 3 500 km                                                          |
| Armement conventionnel               | 4 tubes lance-torpilles : 18 torpilles ou missiles anti-navires Exocet | 4 tubes lance-torpilles : 18 torpilles F17 ou missiles anti-navires Exocet | uniqut version non nucléaire : 154 missiles de croisière Tomahawk ; 4 tubes lance-torpilles | 6 tubes lance-torpilles : missiles anti-navires Viyuga            | 4 tubes lance-torpilles                                    | ?                                                      | 4 x lanceurs verticaux triples pour 12 missiles mer-sol Sagarika de 750 km de portée 6 tubes de 533mm pour torpilles et missiles Kalibr 3M-54 |

## Liste des navires
La Marine nationale française dispose de quatre sous-marins nucléaires SNLE-NG (classe Le Triomphant) en activité. Le format à quatre bâtiments est considéré comme le minimum indispensable pour assurer, compte tenu des cycles d’entretien, la permanence à la mer d'un bâtiment en patrouille et d'un deuxième en mer ou pouvant débuter une mission avec un préavis court :
| N°   | Nom           | Mise sur cale    | Date de lancement | Mise en service   | Refonte M51                  |
| ---- | ------------- | ---------------- | ----------------- | ----------------- | ---------------------------- |
| S616 | Le Triomphant | 9 juin 1986      | 26 mars 1994      | 21 mars 1997      | 2013-2015                    |
| S617 | Le Téméraire  | 18 décembre 1993 | 21 janvier 1998   | 23 décembre 1999  | 2016-2018                    |
| S618 | Le Vigilant   | janvier 1996     | 19 septembre 2003 | 26 novembre 2004  | 2010-2012                    |
| S619 | Le Terrible   | 24 octobre 2000  | 21 mars 2008      | 20 septembre 2010 | M51 prévus à la construction |

## Les SNLE en opération
Les quatre sous-marins ont leur port d'attache à l'île Longue (dans la rade de Brest) et font partie de la Force océanique stratégique (FOST) française qui comprend également six sous-marins nucléaires d'attaque (SNA), aussi à propulsion nucléaire. La France maintient en permanence un sous-marin en patrouille et un deuxième en mer ou prêt à prendre la mer. Deux équipages (« Bleu » et « Rouge ») de 112 hommes sont tour à tour responsables de chaque sous-marin. Le cycle opérationnel comprend une période d'entraînement sur simulateur, une période d'entretien du bâtiment, une patrouille de neuf à dix semaines puis quelques semaines de permission.
En 2018, la FOST a célébré la 500e patrouille opérationnelle effectuée depuis 1972.

### Collision d'un SNLE français et d'un SNLE britannique dans le golfe de Gascogne
Les 3-4 février 2009, Le Triomphant et le HMS Vanguard (SNLE de la Royal Navy) ont été victimes d'une collision alors qu'ils étaient en immersion dans le golfe de Gascogne. Le Triomphant rentrait de patrouille alors que le Vanguard entamait la sienne. Les deux SNLE ont été endommagés dans l'accident : Le Triomphant aurait heurté par le nez la partie latérale du HMS Vanguard et aurait « ripé » et glissé sur son flanc. Les navires sont parvenus à rejoindre leurs bases respectives de l'île Longue et de Faslane. Le Triomphant a été placé en cale sèche afin de déterminer l'ampleur des dégâts et d'entamer des réparations qui portaient sur le dôme sonar, le kiosque et la barre de plongée tribord (arrimée au kiosque),. Le SNLE qui avait embarqué environ vingt tonnes d'eau sur l'avant a piqué du nez et amorcé une descente dangereuse avant que son équipage rétablisse son assiette. Ce n'est que quelques jours après l'accident, au vu des dégâts sur le bateau britannique, que la France a compris la nature de la collision. Le navire français a repris la mer après sept mois de réparations. La Confédération amicale des ingénieurs de l'armement commente sur son site l'événement en indiquant : « Cet accident, qui défie les probabilités et aurait pu avoir des conséquences plus graves, a cependant eu le mérite de démontrer par une expérience réelle, que personne n'aurait jamais imaginé organiser, la quasi-impossibilité à se détecter l'un l'autre à laquelle se sont heurtés ces deux sous-marins, représentant la quintessence de la technologie sous-marine disponible ».

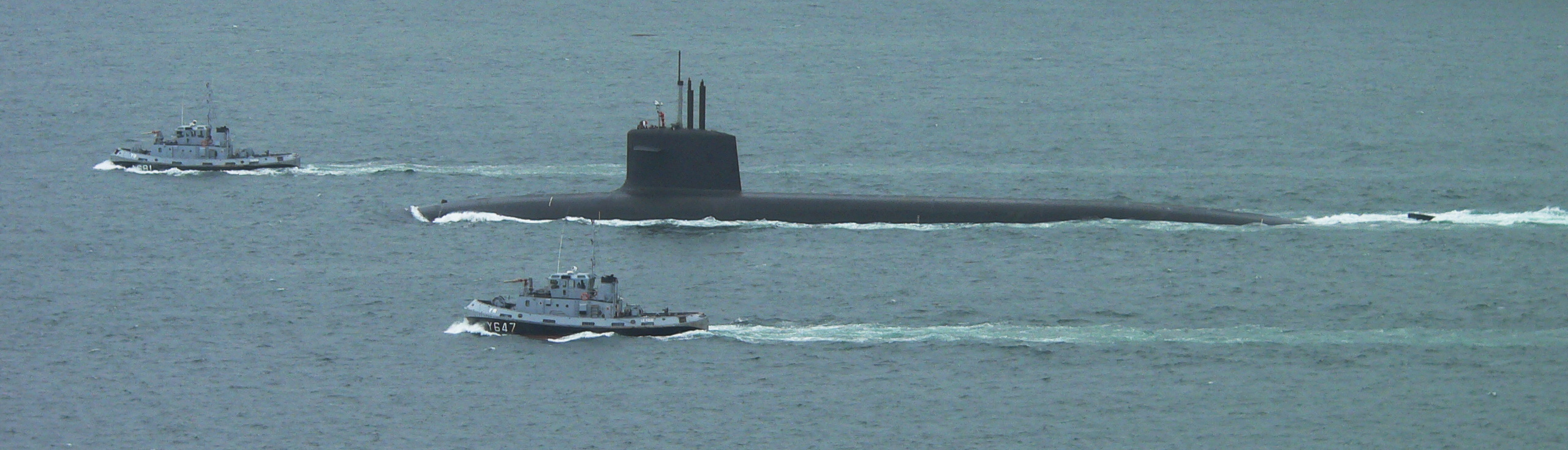
Le Terrible dans le goulet de Brest.

## Remplacement
La durée de vie d'un sous-marin nucléaire étant de quarante ans, la question du remplacement de la classe Le Triomphant se pose à l'horizon de la décennie 2030. La direction générale de l'Armement a budgété dès 2012 les premières études, dites programmes d'études amont.
La construction du premier sous-marin nucléaire lanceurs d'engins de troisième génération (dit SNLE 3G) tête de série a débuté le 20 mars 2024 sur le site de Naval Group de Cherbourg par la cérémonie symbolique de la découpe de la première tôle, et le bâtiment devrait entrer en service au début des années 2030 .

## Culture populaire
- Dans le film Le Chant du Loup, le SNLE L'Effroyable est représenté par un sous-marin de classe Le Triomphant.
- La  chanson Le Triomphant sortie en 1966 et interprétée par Cécile Caulier évoque le sous-marin[36].
- Le SNLE Le Vigilant est le principal adversaire des forces américaines dans le roman Immersion d'urgence de Michael DiMercurio[37] dans lequel il est capturé par un groupe terroriste algérien qui menace de lancer ses missiles sur Paris.